# Moinho do Breyner
O Moinho do Breyner foi construído no século XV na margem esquerda do rio Coina.
Está classificado como Imóvel de Interesse Público desde 1984.

## História
O moinho foi alvo de obras de reconstrução depois de ter sido parcialmente destruído pelo terramoto de 1755. Este moinho, como os restantes na região, era composto por vários edifícios que integravam a casa de moagem, a casa do moleiro, armazéns para os cereais e um cais de embarque. Na segunda metade do século XIX o moinho foi transformado em fábrica de massas alimentícias.
Na década de 1930, a fábrica, conhecida por Fábrica Sereia, passa a produzir adubos.
Em 1976, a fábrica foi convertida novamente e começou a produzir conservas de peixe até 1989, quando fechou.